# Biblische Hermeneutik
Die Biblische Hermeneutik ist die Wissenschaft vom Verstehen biblischer Texte, eine angewandte Form der Hermeneutik.
Fragen nach dem Verständnis der Bibel, und somit die ersten hermeneutischen Überlegungen, finden sich bereits in der Bibel selbst. „Verstehst du auch, was du liest?“ – diese Frage des Philippus an den beamteten Eunuchen vom äthiopischen Königshof provoziert die Antwort „Wie kann ich (denn), wenn mich niemand anleitet?“ (Apostelgeschichte 8,30 ff.).

## Hermeneutik und Exegese
Hermeneutik und Exegese sind voneinander zu unterscheiden. Biblische Exegese bezeichnet die konkrete Auslegung eines bestimmten biblischen Textes, Hermeneutik dagegen beleuchtet die Voraussetzungen und Ziele der Auslegung. Die beiden verhalten sich ähnlich wie Sprache und Grammatik.
Wenn Philippus im obigen Beispiel dem Kämmerer den Text erklärt, betreibt er Exegese; dabei hat seine Erklärung eine bestimmte Hermeneutik zur Grundlage: Ein alttestamentliches Prophetenwort ist für ihn von Christus her zu verstehen. Ein rabbinischer Jude sähe das anders und würde daher den Text anders auslegen.

## Hermeneutische Grundannahmen
Auf dem Weg vom Bibellesen zu dogmatischen und ethischen Einsichten trifft der Bibelleser viele Entscheidungen. Denn bei der Bibelauslegung wirken mehrere Faktoren mit: Zum Teil handelt es sich dabei um bewusst angewandte Regeln, z. B. „Schrift soll durch Schrift erklärt werden“, d. h., bei der Betrachtung einer einzelnen Bibelstelle ist mit zu berücksichtigen, was die Bibel sonst sagt. Das bedeutet praktisch, dass das aus dem bisherigen Bibellesen gewonnene dogmatische Bild an der Auslegung der jeweils betrachteten Bibelstelle mitwirkt.
Traditionsbewusste Christen möchten auch die bisherige Auslegung der Christenheit mit beachten. Aber auch wenn z. B. den Kirchenvätern keine Autorität zugebilligt wird, werden oft Bibelkommentare herangezogen – und auch darin schlägt sich das bisherige Verständnis der Christenheit nieder.
Andere Faktoren wirken oft unbewusst mit, etwa die Lebenserfahrung und die psychische Veranlagung (z. B. eine Neigung zur Ängstlichkeit) des Bibellesers. Auch die Motive zum Bibellesen können die Auslegung beeinflussen, außerdem die Erwartungen und die Offenheit dafür, den Text auf sich wirken zu lassen. Das Mitwirken des Verstandes als Hilfsmittel beim „Verarbeiten“ schließlich betrifft alle diese Faktoren.
Wer Bibeltexte auslegt, ohne sich mit Hermeneutikfragen zu befassen, stößt rasch an Grenzen. Jede Bibelauslegung, ob an der Universität oder im Bibelkreis, wird beeinflusst von bewussten oder unbewussten theologischen Grundannahmen. Solche hermeneutischen Grundentscheidungen führen z. B. zur unterschiedlichen Beantwortung der Frage, wie die Auferstehungsberichte zu verstehen sind: Als Halluzinationen, als nachträglich entwickelte Mythen oder als historisches Geschehen?
Auch wer, unbelastet von aller Theologie, schlicht glaubt, dass der gesamte Text vom Heiligen Geist diktiert wurde, und dass man den Text einfach wörtlich so verstehen muss, wie er dasteht, stellt damit hermeneutische Regeln auf, auch wenn er sich dessen nicht bewusst ist.
Diese Grundeinschätzungen betreffen folgende Bereiche:
- Bibelverständnis und Inspiration: Wie wird die Entstehungsgeschichte biblischer Texte eingeschätzt?
- Die kulturelle Kluft: Der Bibeltext wurde in einer anderen Sprache verfasst, stammt aus einer anderen Kultur und aus anderen Zeitumständen. Wenn z. B. Lydia „mitsamt ihrem Haus“ getauft wird (Apg. 16,15), so könnte der Begriff „Haus“ heutige Leser irreführen.
- Speziell im Blick auf das Neue Testament ist die Geschichte des Urchristentums und seiner Umwelt zu beachten: Entwicklung der christlichen Kirche und . Wo ist der konkrete neutestamentliche Text einzuordnen innerhalb der damaligen theologischen Richtungen und der Geistesströmungen außerhalb des Christentums?

Die Bibelausleger versuchen, ihre Prinzipien philosophisch und theologisch auszuformulieren, auch wenn Entscheidungen für die Grundhaltung selbst oft intuitiv fallen.
Biblische Hermeneutik ist aus praktischen Gründen in die Hermeneutik des Alten und des Neuen Testaments aufgegliedert. Dabei sollte die Einheit der Schrift nicht aus dem Blick geraten, worum sich innerhalb der Systematischen Theologie die dogmatische Schriftlehre bemüht.

## Positionen Biblischer Hermeneutik
Diese Positionen gibt es analog auch in der → Biblischen Exegese; dort werden sie ausführlicher dargestellt.
- Befreiungstheologisches Schriftverständnis
- Dialektisch-theologisches Schriftverständnis
- Evangelikales Schriftverständnis
- Existenzialistisches Schriftverständnis
- Feministisches Schriftverständnis
- Fundamentalistisches Schriftverständnis
- Lectio divina (vierfacher Schriftsinn)
- Sozialgeschichtliches Schriftverständnis
- (Tiefen)psychologisches Schriftverständnis

### Hermeneutiken
Biblische Hermeneutiken erörtern die allgemeinen und besonderen Voraussetzungen des Verstehens der Bibel.
- Klaus Berger: Hermeneutik des Neuen Testaments. UTB 2035. Francke, Tübingen/Basel 1999, ISBN 3-7720-2263-4
- Werner G. Jeanrond, Text und Interpretation als Kategorien Theologischen Denkens. (Hermeneutische Untersuchungen zur Theologie 23.) Tübingen: Mohr, 1986, ISBN 3-16-145101-5
- Ulrich H. J. Körtner: Der inspirierte Leser. Zentrale Aspekte biblischer Hermeneutik. Göttingen 1994, ISBN 3-525-01618-2
- Ulrich H. J. Körtner: Einführung in die theologische Hermeneutik. Wissenschaftliche Buchgesellschaft, Darmstadt 2006, ISBN 3-534-15740-0
- Gerhard Maier: Biblische Hermeneutik. Bibelwissenschaftliche Monographien. 1990. 3. Aufl. R. Brockhaus, Wuppertal 1998, ISBN 3-417-29355-3
- Manfred Oeming: Biblische Hermeneutik. Eine Einführung. Primus, Darmstadt 1998, ISBN 3-89678-316-5 Der Autor stellt die unterschiedlichen Lektüreweisen wie historisch-kritische Methode, sozialgeschichtliche Exegese, kanonische Schriftauslegung usw. nacheinander vor und benennt jeweils Vor- und Nachteile.
- Peter Stuhlmacher: Vom Verstehen des Neuen Testaments. Eine Hermeneutik. Allgemeinverständlicher Überblick über die verschiedenen Richtungen der biblischen Hermeneutik, auch historische Positionen kommen zur Sprache. 1979. 2., neubearb. u. erw. Aufl. Vandenhoeck & Ruprecht, Göttingen 1986 ISBN 3-525-51355-6
- Anthony C. Thiselton: New Horizons in Hermeneutics. The Theory and Practice of Transforming Biblical Reading. Zondervan, Grand Rapids 1992, ISBN 0-310-21762-8 (kenntnisreiche Besprechung von Schleiermacher, Gadamer, Ricoeur, Habermas, Iser u. a.)
- Oda Wischmeyer: Hermeneutik des Neuen Testaments. Ein Lehrbuch. Neutestamentliche Entwürfe zur Theologie 8. Francke, Tübingen/Basel 2004, ISBN 3-7720-8054-5
- Jörg Schreiter: Hermeneutik – Wahrheit und Verstehen. Darstellung und Texte. Akademie-Verlag Berlin 1988, ISBN 3-05-000664-1
- Pierfrancesco Stagi, Ermeneutica e religione. La storia e il futuro dell'ermeneutica contemporanea. Stamen University Press, Roma, 2013, ISBN 978-88-908502-6-4.

### Methodenbücher
Methodenbücher beschreiben das Vorgehen bei der Bibelauslegung Schritt für Schritt. Weitere Literatur unter Biblische Exegese. 

#### Altes Testament
- Maimonides: Führer der Unschlüssigen. ISBN 3-7873-1144-0.
- Odil Hannes Steck: Exegese des Alten Testaments. Leitfaden der Methodik. Ein Arbeitsbuch für Proseminare, Seminare und Vorlesungen. 14., durchgesehen und erweiterte Auflage. Neukirchener, Neukirchen-Vluyn 1999, ISBN 3-7887-1586-3 (Standardwerk, ohne neuere Ansätze).
- Helmut Utzschneider, Stefan Ark Nitsche: Arbeitsbuch literaturwissenschaftliche Bibelauslegung. Eine Methodenlehre zur Exegese des Alten Testaments. Kaiser/Gütersloher Verlagshaus, Gütersloh 2001, ISBN 3-579-00409-3 (bezieht die neueren „synchronen“ Methoden mit ein)
- Manfred Dreytza, Walter Hilbrands, Hartmut Schmid: Das Studium des Alten Testaments. Eine Einführung in die Methoden der Exegese (= Bibelwissenschaftliche Monographien. Band 10). 2., überarbeitete Auflage, R. Brockhaus, Wuppertal 2007, ISBN 3-417-29471-1.
- Siegfried Kreuzer, Dieter Vieweger, Friedhelm Hartenstein, Jutta Hausmann, Wilhelm Pratscher: Proseminar I. Altes Testament. Ein Arbeitsbuch. 2., erweiterte Auflage. Verlag W. Kohlhammer, Stuttgart 2005, ISBN 3-17-019063-6 (Darstellung der klassischen exegetischen Methoden mit ergänzenden Beiträgen zu: Biblische Archäologie, soziologische und sozialgeschichtliche Auslegung, Ikonographie, Feministische Exegese, Tiefenpsychologie und Textauslegung).

#### Neues Testament
- Sönke Finnern, Jan Rüggemeier: Methoden der neutestamentlichen Exegese. Ein Lehr- und Arbeitsbuch (erzählwissenschaftlich auf dem aktuellen Stand, didaktisch aufgebaut, umfassend, bietet integratives Gesamtmodell der Textauslegung), UTB 4212, Tübingen 2016, ISBN 978-3-8252-4212-1.
- Thomas Söding: Wege der Schriftauslegung. Methodenbuch zum Neuen Testament. Unter Mitarb. v. Christian Münch. Herder, Freiburg/Basel/Wien 1998, ISBN 3-451-26545-1.
- Wolfgang Fenske: Arbeitsbuch zur Exegese des Neuen Testaments. Ein Proseminar. Kaiser/Gütersloher Verlagshaus, Gütersloh 1999, ISBN 3-579-02624-0.
- Heinz-Werner Neudorfer, Eckhard J. Schnabel (Hrsg.): Das Studium des Neuen Testaments. Band 1: Eine Einführung in die Methoden der Exegese. Bibelwissenschaftliche Monographien 5. Brockhaus, Wuppertal; Brunnen, Gießen/Basel 1999, ISBN 3-417-29434-7.
- Martin Meiser, Uwe Kühneweg u. a.: Proseminar II. Neues Testament – Kirchengeschichte. Ein Arbeitsbuch. Kohlhammer, Stuttgart/Berlin/Köln 2000, ISBN 3-17-015531-8.
- Grant R. Osborne: The Hermeneutical Spiral. A Comprehensive Introduction to Biblical Interpretation. InterVarsity, Downers Grove 1991, ISBN 0-8308-1288-1.
- Heinrich Zimmermann: Neutestamentliche Methodenlehre. Darstellung der historisch-kritischen Methode. 7. Aufl. neubearb. v. Klaus Kliesch. Kath. Bibelwerk, Stuttgart 1982.